# Вибухонепроникне електроустаткування
Вибухонепроникне електроустаткування (рос. взрывонепроницаемое электрооборудование, англ. flameproof electrical equipment, нім. explosionsdurchschlaggeschütze Elektroanlagen, explosionsdicht elektrische Ausrüstung) — різновид вибухозахищеного електроустаткування, вибухобезпечність якого забезпечується за рахунок замкнення його елементів або всього пристрою в спеціальну вибухонепроникну оболонку. Оболонка конструюється таким чином, щоб витримувати тиск газів вибуху і не допускати поширення внутрішнього спалаху через зазори або отвори у навколишнє вибухонебезпечне середовище.